# Fernando Carlos Maletti

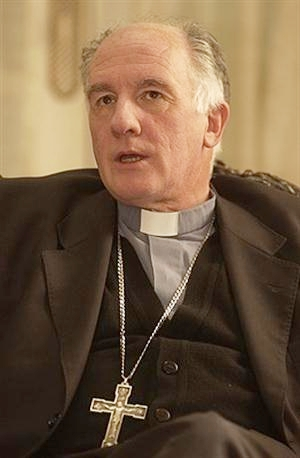
Fernando Carlos Maletti (2013)

Fernando Carlos Maletti (* 17. März 1949 in Buenos Aires; † 8. März 2022 ebenda) war ein argentinischer Geistlicher und römisch-katholischer Bischof von Merlo-Moreno.

## Leben
Fernando Maletti besuchte das Kleine Seminar des Erzbistums Buenos Aires. Danach studierte Maletti Philosophie und Katholische Theologie am Priesterseminar Inmaculada Concepción im Stadtteil Villa Devoto. Am 24. November 1973 empfing er in der Kathedrale von Buenos Aires durch den Koadjutorerzbischof von Buenos Aires, Juan Carlos Aramburu, das Sakrament der Priesterweihe.
Maletti war zunächst als Pfarrvikar der Pfarrei Nuestra Señora del Carmen im Stadtteil Villa Urquiza tätig, bevor er 1977 Ausbilder am Priesterseminar Inmaculada Concepción sowie 1978 zusätzlich Sekretär des Vikariats Villa Devoto und 1981 Diözesanassessor der Jugendabteilung der Katholischen Aktion wurde. Von 1983 bis 1988 war er Direktor des Instituts für Berufungspastoral San José. Anschließend wirkte Fernando Maletti als Pfarrer der Pfarreien San Juan Bautista (1988–1992) und San Cayetano im Stadtteil Liniers (1992–2001). Zudem war er von 1989 bis 1993 Vize-Assessor des weiblichen Zweiges der Katholischen Aktion im Erzbistum Buenos Aires und Dechant des Dekanats 11 sowie ab 1993 stellvertretender Diözesancaritasdirektor. Ferner gehörte Maletti dem Priesterrat (1989–1996), dem Konsultorenkollegium (1994–1995) und der Liturgiekommission des Erzbistums Buenos Aires an (1991–1995). Außerdem war er von 1988 bis 1995 als Richter am interdiözesanen Kirchengericht der Kirchenprovinz Buenos Aires tätig. Papst Johannes Paul II. verlieh ihm am 28. Februar 1992 den Ehrentitel Päpstlicher Ehrenprälat.
Am 20. Juli 2001 ernannte ihn Papst Johannes Paul II. zum Bischof von San Carlos de Bariloche. Der Erzbischof von Buenos Aires, Jorge Mario Kardinal Bergoglio SJ, spendete ihm am 18. September desselben Jahres in der Kathedrale von Buenos Aires die Bischofsweihe; Mitkonsekratoren waren der Bischof von Avellaneda-Lanús, Rubén Oscar Frassia, der Bischof von San Martín, Raúl Omar Rossi, sowie die Weihbischöfe in Buenos Aires, Jorge Eduardo Lozano und Horacio Ernesto Benites Astoul. Sein Wahlspruch Consuelen a mi pueblo („Tröstet mein Volk“) stammt aus Jes 40,1 . Die Amtseinführung fand am 22. September 2001 statt.
Papst Franziskus ernannte ihn am 6. Mai 2013 zum Bischof von Merlo-Moreno. Die Amtseinführung erfolgte am 9. Juni desselben Jahres. In der Argentinischen Bischofskonferenz war Fernando Maletti Vorsitzender der Kommission für die Hilfe für die bedürftigen Regionen und Mitglied der Kommission für die Indígena-Seelsorge. Von 2014 bis 2017 gehörte er der Kommission für die Sozialpastoral an und war bischöflicher Delegierter für die Basisgemeinden.
Fernando Maletti starb am 8. März 2022 an Bauchspeicheldrüsenkrebs in der Klinik San Camilo im Stadtteil Villa Crespo in Buenos Aires, in der er seit Anfang des Jahres behandelt worden war.